# Persona 5: The Animation
«Persona 5: The Animation» (яп. ペルソナ5 ジ・アニメーション; укр. Персона 5: Анімаційний серіал) — аніме-серіал 2018 року, створений японською студією CloverWorks за мотивами відеогри Persona 5 від Atlus. Режисером виступив Масаші Ішіхама, сценаристом Шінічі Іноцуме та художником Томомі Ішікава, що адаптував оригінальний дизайн персонажів Шіґенорі Соеджіми. Аніме розповідає історію школяра Рена Амамії (Джокер), очільника Примарних крадіїв сердець, метою яких є очищення сердець зіпсованих дорослих у Шібуї, використовуючи таємничий застосунок під назвою Навігатор Метавсесвітом.
Телесеріал, що складається з 26 епізодів, транслювався в Японії з квітня по вересень 2018 року, після чого вийшли чотири спеціальні епізоди: один — у грудні 2018 року, другий — у березні 2019 року, а ще два випуски — у комплекті з релізами на Blu-Ray у травні та червні 2019 року.

## Акторський склад
| Персонаж                             | Японське озвучення              | Ангілйське озвучення |
| ------------------------------------ | ------------------------------- | -------------------- |
| Рен Амамія (Джокер)                  | Джюн Фукуяма                    | Зандер Мобус         |
| Морґана (Мона)                       | Ікуе Отані                      | Кассандра Лі Морріс  |
| Рюджі Сакамото (Череп)               | Мамору Міяно                    | Макс Міттлман        |
| Анн Такамакі (Пантера)               | Нана Мідзукі                    | Еріка Гарлакер       |
| Юсуке Кітаґава (Лис)                 | Томокадзу Суґіта                | Метью Мерсер         |
| Макото Нііджіма (Королева)           | Ріна Сато                       | Черамі Лі            |
| Футаба Сакура (Навігаторка / Оракул) | Аой Юкі                         | Еріка Ліндбек        |
| Хару Окумура (Нуар)                  | Харука Томацу                   | Ксанта Гююн          |
| Ґоро Акечі (Ворон)                   | Соічіро Хоші                    | Роббі Деймонд        |
| Сае Ніджіма                          | Юкіо Каіда                      | Елізабет Максвелл    |
| Соджіро Сакура                       | Джоуджі Наката                  | Джеймісон Прайс      |
| Тае Такемі                           | Юка Саіто                       | Еббі Тротт           |
| Мунехіса Іваі                        | Хісао Еґава                     | Каіджі Танґ          |
| Юкі Мішіма                           | Даісуке Сакаґучі                | Шон Чіплок           |
| Садайо Кавакамі                      | Маі Фучіґамі                    | Мішель Рафф          |
| Тораносуке Йошіда                    | Кеічі Нода                      | Вільям Сейлерс       |
| Ічіко Охія                           | Юмі Учіяма                      | Аманда Вінн Лі       |
| Чіхая Міфуне                         | Харука Теруі                    | Сара Енн Вільямс     |
| Хіфумі Тоґо                          | Томомі Ісомура                  | Еден Ріджел          |
| Шінія Ода                            | Акі Канада                      | Еден Ріджел          |
| Кароліна та Юстина / Лавенза         | Акі Тойосакі                    | Керрі Керанен        |
| Суґуру Камошіда                      | Юджі Міцуя                      | Д. К. Дуґлас         |
| Ічірюсаі Мадараме                    | Юкітоші Хорі                    | Кайл Геберт          |
| Джунія Канешіро                      | Такахіро Фуджімото              | Джейлен К. Касселл   |
| Вакаба Ішшікі                        | Мінако Аракава                  | Ерін Фітцджеральд    |
| Кунікадзу Окумура                    | Хірохіко Какеґава               | Крістофер Корі Сміт  |
| Масайоші Шідо                        | Шуічі Ікеда                     | Кейт Сільверстейн    |
| Ялдабаот                             | Масане Цукаяма                  | Девід Лодж           |
| Ігор                                 | Ісаму Танонака (архівні записи) | Кірк Торнтон         |

## Огляди
Аніме отримало неоднозначну реакцію. Джо Баллард з CBR похвалив аніме за зображення персонажів, які залишаються вірними оригінальній грі. Однак він розкритикував темп, оскільки він не дає часу для того, щоб розвиток персонажів по-справжньому вплинув на аудиторію. Він також критикує те, що більшість жіночих персонажів піддаються надмірному фансервісу. Він вважає, що кадри з навмисно сексуалізованих кутів камери є непотрібними та принизливими, заявляючи, що «це схоже на ляпас їх особистій боротьбі, особливо враховуючи, що одна з сюжетних ліній палацу обертається навколо фізичного та сексуального насильства і, як наслідок, боротьби за психічне здоров'я». Меґан Ґудман з того ж сайту похвалила аніме за повернення музики Лін і Шьоджі Меґуро та розширення стосунків Рен і Акечі, але розкритикувала тьмяну анімацію та погане опрацювання другорядних персонажів. USGamer розкритикував відносно мовчазну особистість Джокера в аніме-адаптації, негативно порівнюючи його з більш балакучим Ю Нарукамі в «Persona 4: The Animation».